# Tom Jones (Oper)
Tom Jones ist eine dreiaktige Opéra-comique (Originaltitel: „Comédie lyrique“ bzw. „Comédie mêlée d’ariettes“ – ‚mit Arietten untermischt‘) von François-André Danican Philidor, die am 27. Februar 1765 am Théâtre-Italien zu Paris herauskam. Das Libretto von Antoine-Alexandre-Henri Poisenet und Bertin Davesne ist von Henry Fieldings Roman Tom Jones: Die Geschichte eines Findelkindes inspiriert. Das Stück war zunächst ein Misserfolg, doch Philidor ließ das Libretto von Michel-Jean Sedaine überarbeiten. Diese neue Fassung, die am 30. Januar 1766 uraufgeführt wurde, erwies sich als eine der beliebtesten komischen Opern des späten 18. Jahrhunderts.

## Handlung

### Erster Akt
Ein Salon in Westerns Landhaus
Während sie im Garten arbeitet, besprechen Sophie und ihre Begleiterin Honora Sophies melancholische Verstimmung. Honora vermutet, dass sie in Tom Jones, den Adoptivsohn des wohlhabenden Philanthropen Alworthy, verliebt ist. Madame Western, Sophies Tante, ist ebenfalls misstrauisch, glaubt jedoch eigennützig, dass das Objekt ihrer Begierde Blifil ist, Alworthys Neffe und Erbe seines riesigen Vermögens. Als Monsieur Western von einer Jagdpartie heimkehrt, stimmt Madame Western seinem Plan zu, die beiden jungen Leute zu verheiraten. Monsieur Western stimmt zu, begeistert von der Idee, trotz seiner Zuneigung zu Tom Jones mit Alworthy verwandt zu werden.
Monsieur Western ruft Alworthy herbei und erzählt ihm von der Liebe seiner Nichte Sophie zu Blifil. Er genehmigt die Hochzeit, obwohl er von Sophies Entscheidung überrascht ist, und bereitet die Organisation der Hochzeit vor, die in drei Tagen stattfinden soll. Madame Western sagt Sophie, dass er bald „diejenige heiraten wird, die er liebt“. Sophie akzeptiert erfreut und glaubt, dass es sich um Jones handelt, doch als Madame Western das Missverständnis aufklärt, lehnt sie wütend ab.

### Zweiter Akt
Der Garten von Westerns Haus
Dowling, ein Freund Alworthys, befragt den einfältigen Blifil nach dem Inhalt der Briefe, die er vor seinem Onkel Alworthy versteckt. Blifil teilt ihm mit, dass der Absender Alworthys Schwester sei und dass sie darin offenbart, dass sie Jones‘ Mutter sei. Blifil hält diese Informationen zurück, um seine Ehe mit Sophie sicherzustellen, da er weiß, dass er alle Optionen gegen Jones verlöre, wenn er es herausfände. Dowling droht, das Geheimnis preiszugeben, aber Blifil drängt ihn, bis nach der Hochzeit zu warten. Jones wird von Honora über Sophies Liebe und ihre bevorstehende Heirat informiert, von der sie annimmt, dass sie ihn als ihren Gemahl heiraten wird. Kurze Zeit später stellt Madame Western klar, dass der Freund Blifil ist.
Monsieur Western versucht, die junge Frau davon zu überzeugen, die Ehe anzunehmen, die sich jedoch seinen Bitten widersetzt. Monsieur Western akzeptiert ihre Argumente nicht und bittet Jones, mit der jungen Frau zu reden, doch sobald sie allein sind, erklären die jungen Leute ihre Liebe zueinander. Western, der die Szene beobachtet hat, während er sich vor ihnen versteckte, wirft Jones aus seinem Haus.

### Dritter Akt
Das Gasthaus von Upton, Abend
In einem Gasthaus, in dem einige Schauspieler ein Theaterstück proben, treffen Jones und Dowling zufällig aufeinander. Nachdem Dowling erfahren hat, was passiert ist, macht er sich daran, Tom zu helfen. Auf der Flucht vor Western kommen Sophie und Honora im Gasthaus an und verwechseln den Vorwand der Schauspieler mit der tatsächlichen Entführung einer Frau. Sophie schlägt Alarm und sorgt für Chaos, in das sich Tom einmischt, bevor er sich wieder mit seiner Geliebten vereint.
Western und Alworthy gehen zum Gasthaus, wo sie Sophie und Jones finden, die offenbar planen, zu fliehen. Dann trifft Biflil mit seinem Beistand ein, um seine Rechte geltend zu machen. Doch Dowling enthüllt den Inhalt der Briefe, die Biflil vor seinem Onkel versteckt hat: Jones ist Alworthys legitimer Neffe. Nach einem Streit wird Biflil enterbt und Sophie und Jones können endlich heiraten.

## Gestaltung

### Musik
Das Werk besitzt, wie für eine Opéra-comique üblich, gesprochene Dialoge. Die Orchesterbesetzung besteht aus zwei Oboen, Fagott, zwei Hörnern und Streichern.
Alle Musikstücke sind von hoher Qualität. Sie zeichnen sich durch abwechslungsreiche Situationen, Leidenschaft, Gedankentiefe und Fröhlichkeit aus. Bemerkenswert sind beispielsweise Monsieur Westerns geistreiche und geschickt ausgearbeitete Jagdarie „d’un cerf dix cors“ und das Duett „Non, rien ne peut me retenir“ im ersten Akt, Toms Ariette „Amour, quelle est donc ta puissance?“, Sophies berührende Ariette „C’est à vous que je dois la vie“, ihr Duett mit ihrem Vater „A ton pere, tu ne crains pas de déplaire?“ und das effektvolle Septett „C’est vous mon père“ im zweiten Akt sowie das a-cappella-Quartett der Zecher „A chanter rire et boire“, Sophies ausgedehnte Szene im Gasthaus („Respirons un moment“) und ihre große Arie „O toi qui ne peux m’entendre“ im dritten Akt.

### Musiknummern
Die Partiturausgabe der Zweitfassung von 1766 enthält die folgenden Musiknummern:
Erster Akt
- Ouvertüre
- Duett „Que les devoirs que tu m’imposes“ (Sophie, Honora)
- Ariette „Oui, toute la vie“ (Honora)
- Ariette „Ah, j’aime assez cette finesse“ (Madame Western)
- Ariette „D’un cerf dix cors, j’ai connaissance“ (Monsieur Western)
- Ariette „Ah, quel plaisir je me promets“ (Monsieur Western)
- Ariette „Ah, ma tante, je vous prie“ (Sophie)
- Duett „Non, rien ne peut me retenir“ (Madame Western, Sophie)

Zweiter Akt
- Ariette „Amour, quelle est donc ta puissance?“ (Tom Jones)
- Ariette „La pauvre fillette a beau faire“ (Honora)
- Ariette „Plus d’une fois, tandis qu’à la maison“ (Monsieur Western)
- Ariette „De l’opulence, de l’abondance“ (Blifil)
- Ariette „C’est à vous que je dois la vie“ (Sophie)
- Duett „A ton pere, tu ne crains pas de déplaire?“ (Monsieur Western, Sophie)
- Ariette „Vous voulez que je vous oublie?“ (Tom Jones)
- Septett „C’est vous mon père“ (Sophie, Monsieur Western, Honora, Tom Jones, Blifil, Alworthy, Madame Western)

Dritter Akt
- Quartett der Zecher „A chanter rire et boire“
- Ariette „Ami, qu’en mes bras je presse“ (Tom Jones)
- Rezitativ „Respirons un moment“ (Sophie)
- Ariette „O toi qui ne peux m’entendre“ (Sophie)
- Duett „Quoi c’est vous que je vois Sophie!“ (Sophie, Tom Jones)
- Vaudeville „Je vous obtiens, vous qui m’êtes si chere“ (Tom Jones, Sophie, Alworthy, Madame Western, Honora, Monsieur Western)
- Chor „Voir des heureux“

## Werkgeschichte
Das Libretto der ersten Fassung der Oper stammte von Antoine-Alexandre-Henri Poisenet und Bertin Davesne. Es basiert auf dem damals sehr populären Roman Tom Jones: Die Geschichte eines Findelkindes von Henry Fielding. Die Handlung orientiert sich eng an derjenigen der Vorlage.

Joseph Caillot als Monsieur Western, 1765

Die Uraufführung fand am 27. Februar 1765 am Théâtre-Italien in Paris statt. Die Sänger waren Jean-Baptiste Guignard, genannt „Clairval“ (Tom Jones), Joseph Caillot (Monsieur Western), Bérard (Madame Western), Eulalie Desglands (Sophie), Marie-Thérèse Laruette-Villette (Honora), Antoine Trial (Alworthy) und Jean-Louis Laruette (Blifil). Sie war ein Misserfolg. Nur aufgrund von Philidors Verbindungen zum Hof konnten noch fünf Aufführungen stattfinden.

Titelblatt des Librettos der Zweitfassung, Paris 1766

Anschließend überarbeitete Michel-Jean Sedaine das Libretto grundlegend für eine Neufassung, die am 30. Januar 1766 am selben Ort Premiere hatte. Die Besetzung blieb unverändert. Diese zweite Fassung fand das Gefallen des Publikums und erreichte große Popularität. Die ursprünglich über einen Zeitraum von mehreren Jahren verlaufende Handlung ließ Sedaine nun an einem einzigen Tag ablaufen. Die Figur des Erzählers wurde gestrichen. Die Charakterzeichnung litt allerdings unter der Bearbeitung. Der Gegensatz zwischen dem berechnenden Blifil und dem leidenschaftlichen Tom tritt in der Neufassung kaum noch hervor. Tom Jones ist nun, wie auch Sophie, rein positiv gezeichnet, während Blifil lediglich als sein Nebenbuhler fungiert. Diese Verflachung bemerkten auch zeitgenössische Kritiker wie André-Guillaume Contant d’Orville oder Friedrich Melchior Grimm.
Zwischen 1771 und 1780 wurde die Oper an der Comédie-Italienne 124 Mal aufgeführt. Eine Wiederaufnahme in Paris gab es am 15. Februar 1795. Im Juni 1914 zeigte die Amateurgesellschaft „Société du 18e Siècle“ das Werk in der dortigen Salle Villiers.
Die überarbeitete Fassung verbreitete sich schnell auch außerhalb Frankreichs. Nachweisbar sind die folgenden Produktionen:
- 1766: Genf
- 26. Juli 1766: Brüssel
- 3. Dezember 1766: Dresden
- 1767: Amsterdam
- 1768: Wien
- 1769: Kopenhagen
- 16. September 1769: Frankfurt – deutsche Übersetzung von Franz Joseph Sebastiani
- 4. Dezember 1769: Lübeck
- 1773: Frankfurt – deutsche Übersetzung von Johann Heinrich Faber (veröffentlicht 1772 in Mannheim)
- 1774: Den Hague – in deutscher Sprache
- 1776: Mainz – deutsche Übersetzung von Friedrich Wilhelm Gotter
- September 1776: Florenz
- Frühling 1778: Turin
- 26. April 1779: Hamburg – deutsche Übersetzung von Friedrich Wilhelm Gotter
- 6. Juli 1779: München – deutsche Übersetzung von Friedrich Wilhelm Gotter
- 23. Januar 1784: Kassel
- 24. März 1784: Riga – in deutscher Sprache
- vor 1786: Moskau, privates Theater von Fürst Volkonsky – russische Übersetzung von Fürstin Volkonsky und V. A. Levshin
- 3. November 1790: Stockholm – schwedische Übersetzung von C. Envallsson
- 20. Juli 1800: Sankt Petersburg

Weitere niederländische Übersetzungen stammen von J. T. Neyts, J. N. Esgers (Den Haag 1779) und C. Lorié (Amsterdam 1785).
Ab dem 14. Januar 1769 wurde an Covent Garden in London ein gleichnamiges englisches Opern-Pasticcio von Samuel Arnold mit einem Libretto von Joseph Reed gespielt, das nur kleine Auszüge von Poinsinets Libretto verwertete.
In neuerer Zeit wurde Philidors Oper 1971 in Cambridge in einer Bearbeitung von Nicolas McGegan und Adrian Salter gezeigt. Die britische Premiere war im März 1978 im French Institute in London. An der Pariser Opéra-Comique gab es 1979 eine Neuinszenierung von Jacques Fabbri, die Jean-Pierre Wallez dirigierte. Das Theater Hagen zeigte die Oper 2002 in einer Inszenierung und neuen deutschen Übersetzung von Renate Liedtke-Fritzsch.

## Aufnahmen
- 12. August 1995 – Nicholas McGegan (Dirigent), John Cox (Regie), Paul Brown (Bühne und Kostüme), Drottningholm Court Theatre Orchestra.
 Greg Fedderly (Tom Jones), Brian Burrows (Mr. Western), Sarah Walker (Mrs. Western), Judith Howarth (Sophia), Ann Archibald (Mrs. Honour), David Aler (Allworthy), Gordon Wilson (Blifil), Peter Taggart-Holland (Dowling).
 Video; live aus dem Schlosstheater Drottningholm; Bearbeitung von Nicholas McGegan in englischer Sprache.[9][10]:12885
- 27. Januar 2006 – Jean-Claude Malgoire (Dirigent), Le Sinfonietta de Lausanne.
 Sébastien Droy (Tom Jones), Marc Barrard (Monsieur Western), Sibyl Zanganelli (Madame Western), Sophie Marin-Degor (Sophie Western), Carine Séchehaye (Honora), Léonard Pezzino (Alworthy), Rodolphe Briand (Blifil).
 Live aus Lausanne.[10]:12886
- Januar 2006 – Jean-Claude Malgoire (Dirigent), Vincent Vittoz (Inszenierung), Le Sinfonietta de Lausanne.
 Besetzung wie am 27. Januar 2006, mit Pierre Arbel als Dowling.
 Auch Video; live aus Lausanne.
 Dynamic CDS509 (2 CDs), Dynamic 33509 (1 DVD).[10]:12887